# Puerto Rico International 2011
Die Puerto Rico International 2011 im Badminton fanden vom 3. bis zum 6. November 2011 in Ponce statt.

## Sieger und Platzierte
| Disziplin    | Gold                        | Silber                    | Bronze                                 |
| ------------ | --------------------------- | ------------------------- | -------------------------------------- |
| Herreneinzel | Niluka Karunaratne          | Michael Lahnsteiner       | Misha Zilberman                        |
| Herreneinzel | Niluka Karunaratne          | Michael Lahnsteiner       | Gareth Henry                           |
| Dameneinzel  | Michelle Li                 | Anne Hald                 | Victoria Montero                       |
| Dameneinzel  | Michelle Li                 | Anne Hald                 | Nicole Grether                         |
| Herrendoppel | Adrian Liu Derrick Ng       | François Bourret Kevin Li | Andrés López Lino Muñoz                |
| Herrendoppel | Adrian Liu Derrick Ng       | François Bourret Kevin Li | Hugo Arthuso Daniel Paiola             |
| Damendoppel  | Alexandra Bruce Michelle Li | Grace Gao Joycelyn Ko     | Nicole Grether Charmaine Reid          |
| Damendoppel  | Alexandra Bruce Michelle Li | Grace Gao Joycelyn Ko     | Iris Wang Rena Wang                    |
| Mixed        | Toby Ng Grace Gao           | Adrian Liu Joycelyn Ko    | Jose Vicente Martinez Sandra Chirlaque |
| Mixed        | Toby Ng Grace Gao           | Adrian Liu Joycelyn Ko    | Georgios Charalambidis Anne Hald       |